# Clàxon

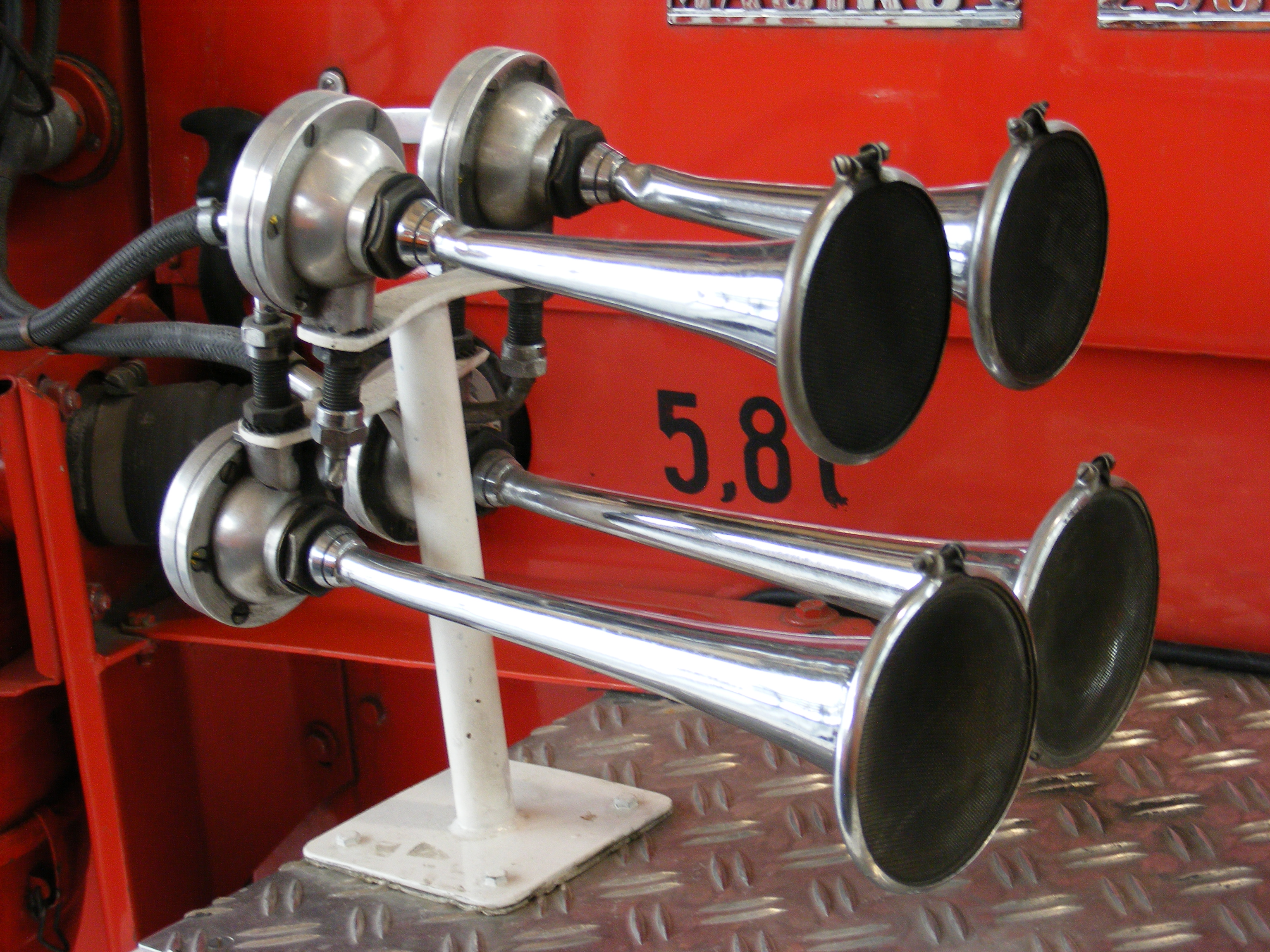
Exemple de muntatge de clàxons d'aire en un camió

Un clàxon o botzina és l'avisador acústic que duen molts vehicles per avisar sonorament d'una maniobra que comporta un risc o situació de perill. Normalment transformen energia elèctrica en so, i el seu ús en vehicles automòbils està reglat pel Codi de Circulació. També és normal que altres vehicles com trens o vaixells en facin servir abans d'iniciar el moviment, ja sigui en l'inici d'una marxa o bé d'una maniobra.
La paraula prové de l’anglès klaxon, marca registrada l'any 1910 com a nom de la firma nord-americana que fabricava botzines; per a aquest nom, l'empresa es va inspirar en el grec klágxon, imperatiu aorist del verb klázo, ‘ressonar’.

## Història

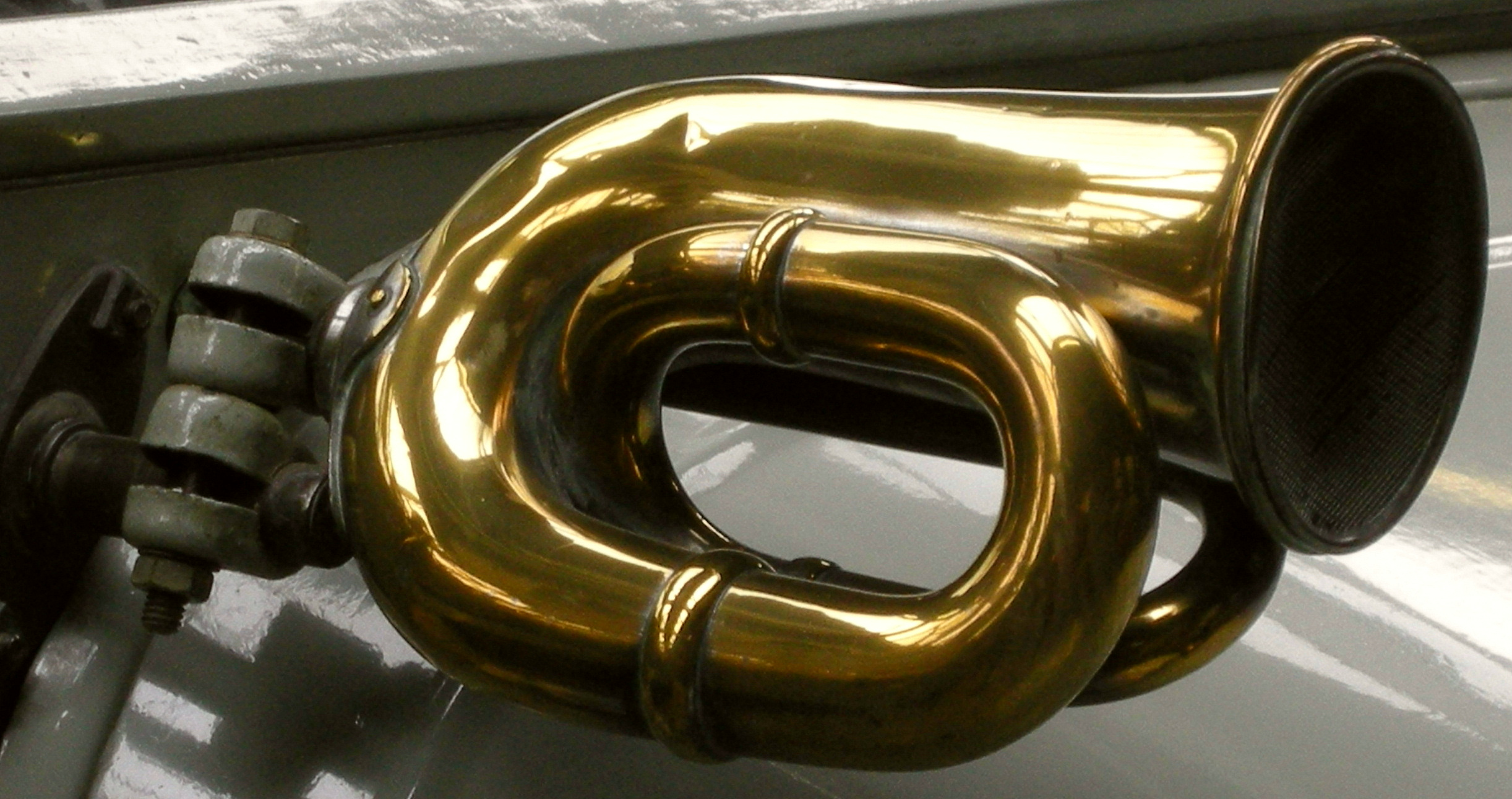
Exemple d'una botzina en un antic automòbil

La utilització de senyals sonors en vehicles està associada a l'aparició de la màquina de vapor, ja sigui en forma de campanes o de xiulets produïts pel vapor mateix.
Al final del segle xix, al Regne Unit es va aprovar una llei segons la qual qualsevol automòbil havia d'anar precedit d'una persona que duia una bandera vermella i una campana, per avisar tothom de la circulació del vehicle. Poc més tard, quasi tots els automòbils anaven equipats amb botzines que s'activaven amb una pera de goma (el clàssic «moc-moc»), o una mena de timbre gros que actuava mitjançant un sector rugós que fregava sobre una mena de botó situat en una membrana, i que feia aquell so de «auuaaa-auuaaa», dels cotxes antics.
L'any 1908, The Lovell-McConnell Manufacturing Co. va comprar els drets de la fabricació de l'aparell elèctric inventat per Miller Reese Hutchison (1876-1944), ajudant de Thomas Alva Edison. Aquest aparell produïa un so i es va batejar amb la marca Klaxon, provinent del verb Grec "κλᾳξῶ", que significa xisclar. La marca commercial per la seva popularitat va esdevenir nom comú, es va romanitzar amb c inicial i perdre la majúscula.

## Tipus d'avisadors acústics
Segons la manera d'actuar, es poden diferenciar diversos avisadors acústics: de fluid, electromagnètics i electrònics

### Avisadors de fluid

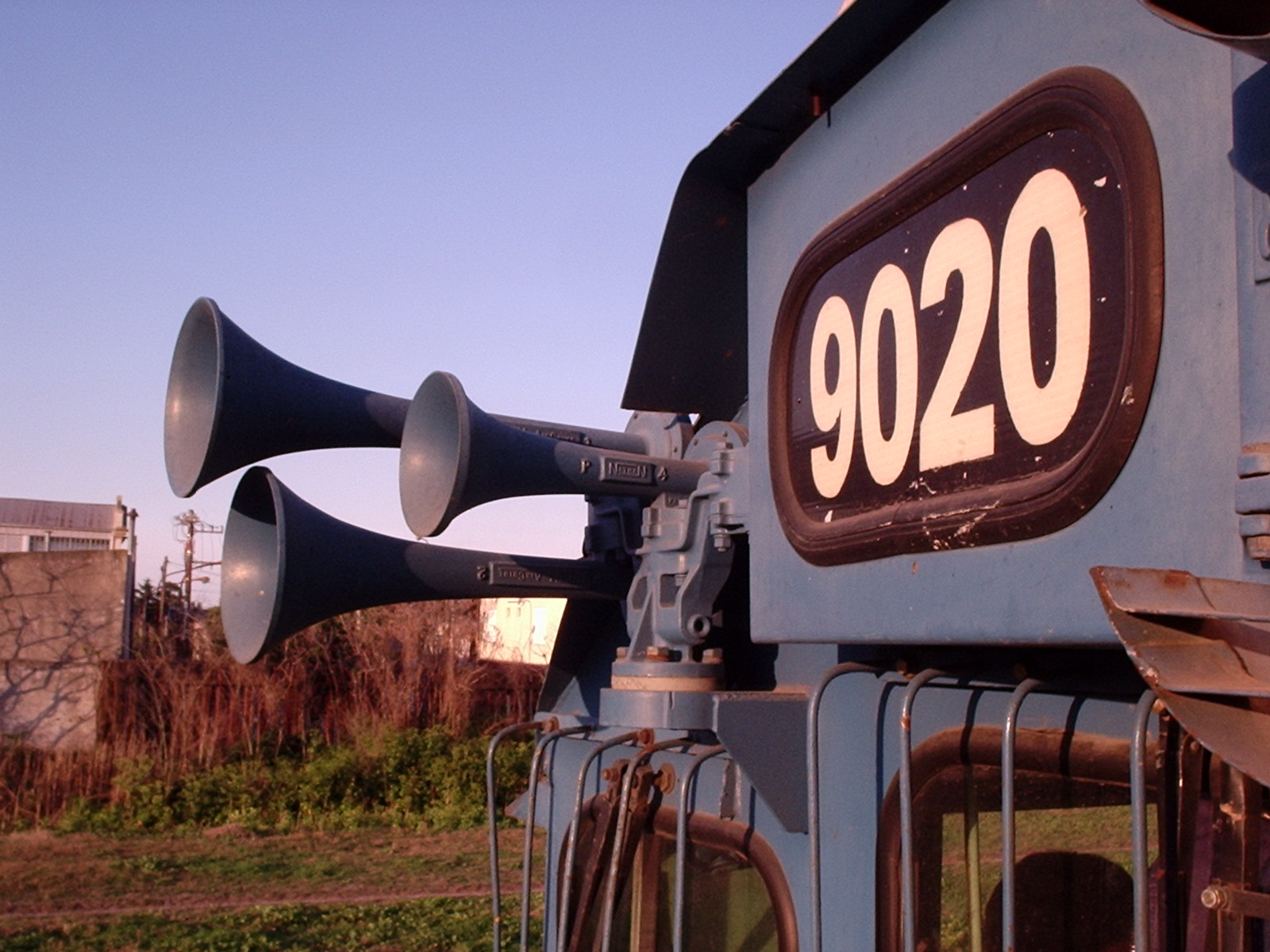
Avisadors neumàtics en una locomotora

Aquests mecanismes actuen gràcies a un compressor que aporta aire comprimit, el qual es fa passar a través d'una llengüeta que vibra, produint so, i aquest és amplificat per una botzina. El pas de l'aire es pot regular, ja sigui perquè el compressor es posa en marxa, o per l'acció d'una vàlvula amb control elèctric de pas. La primera opció és utilitzada per automòbils i camions, mentre que la segona és més utilitzades per locomotores i vaixells, ja que aquests últims necessiten més potència i disposen de compressors molt potents.

### Avisadors electromagnètics

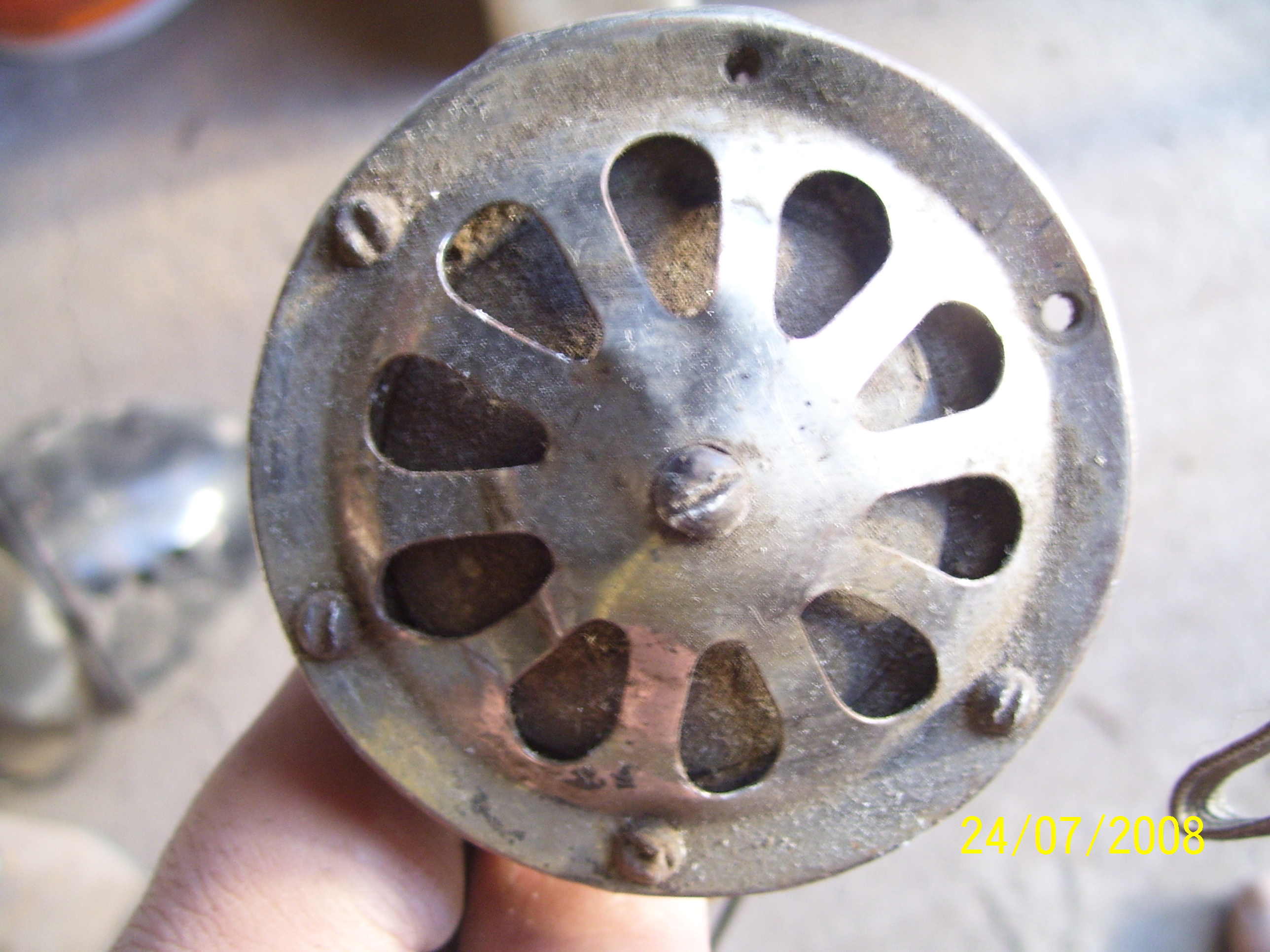
Avisador electromagnètic

Dintre d'aquest tipus s'inclouen totes aquelles botzines que fan servir variacions electromagnètiques per fer vibrar una membrana, la qual transmet les seves oscil·lacions a l'aire circumdant. En definitiva, funcionen com un timbre elèctric. Aquest és el tipus més utilitzat en cotxes i motocicletes, i es regulen per un cargol que normalment està situat al mig de la membrana.

### Avisadors electrònics
En avisadors electrònics les vibracions són produïdes per mitjans electrònics i transmeses per un transductor, o altaveu, al medi ambient. De moment es fan servir en vehicles de serveis com a sirenes d'advertència, tant perquè se'ls cedeixi el pas com per a avisar de la seva circulació. És el cas de Bombers, Ambulàncies i Policia.